# Rymosia diffissa
Rymosia diffissa är en tvåvingeart som beskrevs av Oskar Augustus Johannsen 1912. Rymosia diffissa ingår i släktet Rymosia och familjen svampmyggor. Inga underarter finns listade i Catalogue of Life.